# T.J. Ford
Terrance Jarod Ford, detto T.J. (Houston, 24 marzo 1983), è un ex cestista statunitense.
Dal 2003 ha giocato nella NBA: ha esordito con i Milwaukee Bucks e la sua ultima squadra sono stati i San Antonio Spurs.

## Carriera
Dopo aver studiato alla Willowridge High School, si iscrisse al college del Texas e giocò in un biennio con i Texas Longhorns. Nel draft NBA del 2003 fu scelto dai Milwaukee Bucks, con cui dovette rinunciare a giocare nel 2004-05 per un grave infortunio. Nel 2006-07 è passò ai Toronto Raptors.
Nel 2008 venne ceduto la sera del Draft NBA 2008 in uno maxi-scambio agli Indiana Pacers. A Indianapolis, dopo aver disputato 74 partite nella prima stagione né disputò 88 nelle 2 successive a causa dei suoi continui problemi fisici
Nel novembre 2011, complice il lockout che bloccò in partenza la NBA, firma coi croati del KK Zagabria un accordo valido per tutta la durata serrata. Poche settimane più tardi arrivò ufficialmente l'annuncio della ripresa della stagione NBA, così Ford torna negli USA per giocare con i San Antonio Spurs dopo aver disputato una partita di Lega Adriatica e due di Eurolega con la squadra croata. Il 12 marzo del 2012 annunciò il ritiro dopo l'ennesimo infortunio.

## Statistiche

### College
| Anno      | Squadra         | PG | PT | MP   | TC%  | 3P%  | TL%  | RP  | AP  | PRP | SP  | PP   |
| --------- | --------------- | -- | -- | ---- | ---- | ---- | ---- | --- | --- | --- | --- | ---- |
| 2001-2002 | Texas Longhorns | 33 | 33 | 32,4 | 41,3 | 15,2 | 77,5 | 3,8 | 8,3 | 2,2 | 0,1 | 10,8 |
| 2002-2003 | Texas Longhorns | 33 | 33 | 33,6 | 40,1 | 26,5 | 82,0 | 3,9 | 7,7 | 2,0 | 0,2 | 15,0 |
| Carriera  | Carriera        | 66 | 66 | 33,0 | 40,6 | 22,8 | 80,1 | 3,8 | 8,0 | 2,1 | 0,1 | 12,9 |

### NBA

#### Regular Season
| Anno      | Squadra           | PG  | PT  | MP   | TC%  | 3P%  | TL%  | RP  | AP  | PRP | SP  | PP   |
| --------- | ----------------- | --- | --- | ---- | ---- | ---- | ---- | --- | --- | --- | --- | ---- |
| 2003-2004 | Milwaukee Bucks   | 55  | 55  | 26,8 | 38,4 | 23,8 | 81,6 | 3,2 | 6,5 | 1,1 | 0,1 | 7,1  |
| 2005-2006 | Milwaukee Bucks   | 72  | 70  | 35,5 | 41,6 | 33,7 | 75,4 | 4,3 | 6,6 | 1,4 | 0,1 | 12,2 |
| 2006-2007 | Toronto Raptors   | 75  | 71  | 29,9 | 43,6 | 30,4 | 81,9 | 3,1 | 7,9 | 1,3 | 0,1 | 14,0 |
| 2007-2008 | Toronto Raptors   | 51  | 26  | 23,5 | 46,9 | 29,4 | 88,0 | 2,0 | 6,1 | 1,1 | 0,0 | 12,1 |
| 2008-2009 | Indiana Pacers    | 74  | 49  | 30,5 | 45,2 | 33,7 | 87,2 | 3,5 | 5,3 | 1,2 | 0,2 | 14,9 |
| 2009-2010 | Indiana Pacers    | 47  | 32  | 25,3 | 44,5 | 16,0 | 77,0 | 3,2 | 3,8 | 0,9 | 0,2 | 10,3 |
| 2010-2011 | Indiana Pacers    | 41  | 3   | 18,9 | 38,6 | 18,8 | 72,9 | 2,0 | 3,4 | 0,9 | 0,2 | 5,4  |
| 2011-2012 | San Antonio Spurs | 14  | 0   | 13,6 | 44,2 | 25,0 | 78,6 | 1,3 | 3,2 | 0,6 | 0,1 | 3,6  |
| Carriera  | Carriera          | 429 | 306 | 27,7 | 43,3 | 28,9 | 81,5 | 3,1 | 5,8 | 1,2 | 0,1 | 11,2 |

#### Playoffs
| Anno     | Squadra         | PG | PT | MP   | TC%  | 3P%  | TL%  | RP  | AP  | PRP | SP  | PP   |
| -------- | --------------- | -- | -- | ---- | ---- | ---- | ---- | --- | --- | --- | --- | ---- |
| 2006     | Milwaukee Bucks | 5  | 5  | 32,4 | 49,0 | 40,0 | 91,7 | 4,0 | 6,4 | 0,6 | 0,0 | 12,6 |
| 2007     | Toronto Raptors | 6  | 5  | 22,7 | 48,7 | 50,0 | 81,0 | 1,7 | 4,0 | 1,2 | 0,3 | 16,0 |
| 2008     | Toronto Raptors | 5  | 5  | 24,8 | 36,2 | 12,5 | 93,8 | 4,4 | 6,6 | 1,0 | 0,0 | 11,6 |
| 2011     | Indiana Pacers  | 2  | 0  | 7,0  | 100  | 100  | -    | 0,5 | 1,0 | 0,0 | 0,0 | 3,5  |
| Carriera | Carriera        | 18 | 15 | 24,2 | 45,7 | 37,5 | 87,8 | 2,9 | 5,1 | 0,8 | 0,1 | 12,4 |

## Palmarès
- McDonald's All-American Game (2001)
- NCAA John R. Wooden Award (2003)
- NCAA Naismith Men's College Player of the Year Award (2003)
- NCAA AP All-America First Team (2003)
- NBA All-Rookie Second Team (2004)